# シマノ・2300

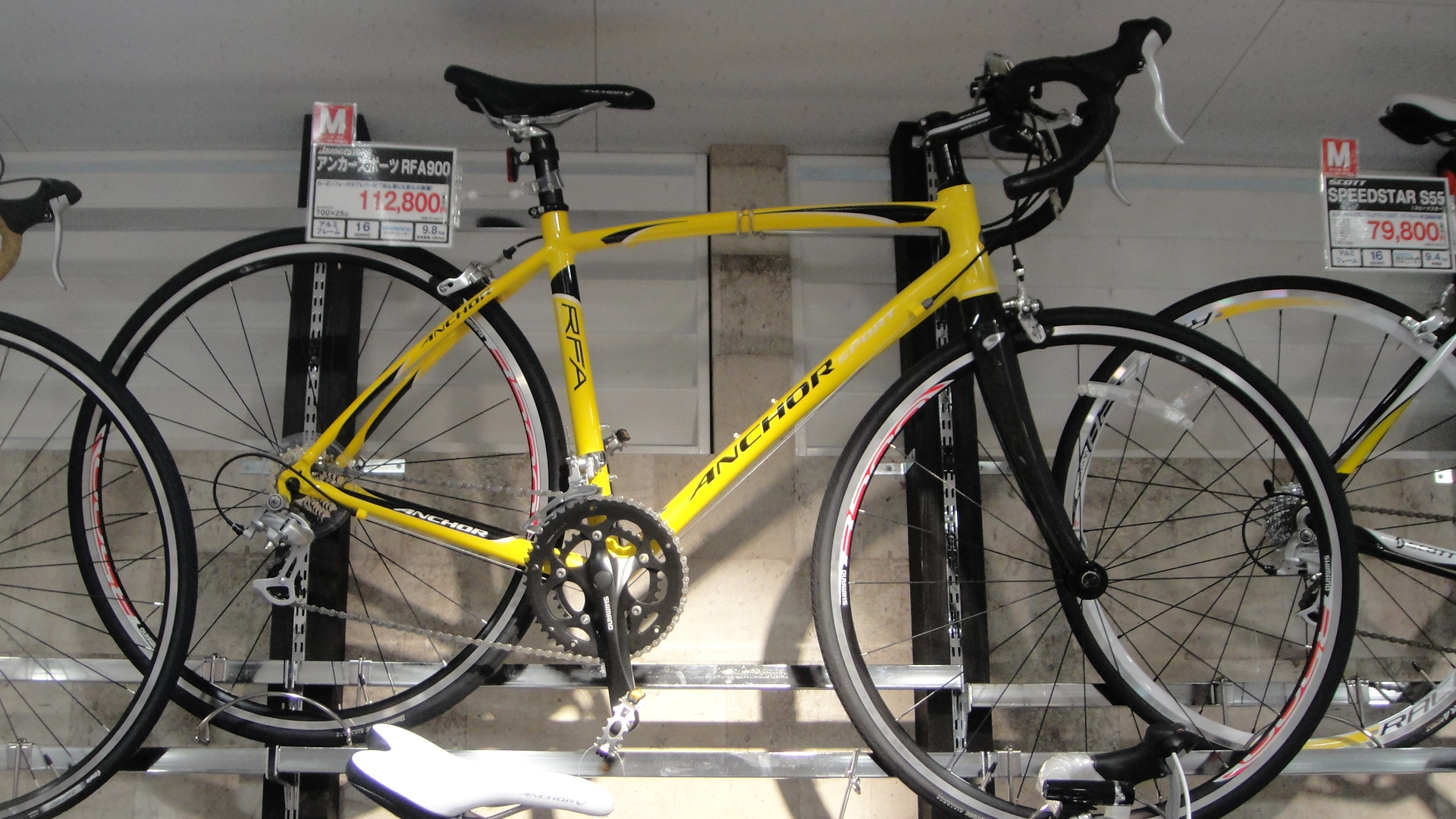
2300グレードで組まれたロードバイクの例

2300は、シマノが作る自転車用部品であり、シマノ 2200の後継モデルとして発売されたロードバイク用コンポーネントのグレード名である。後継モデルはClaris。
シマノでは自転車用パーツにグレードを設けて販売しているが、ロードバイク用としてデュラエース　7000番台、アルテグラ　6000番台、105　5000番台、ティアグラ　4000番台、SORA　3000番台とグレードが設けられている中で2000番台は最も下位のグレードである（単体売りをしない完成車専用コンポーネントとしては、さらに下位にA050が用意されている）。
現在2300グレードは、ロードバイク用に専用設計された前後ディレイラー、デュアルコントロールレバー、クランクで展開されている。そのため、2300グレードでロードバイクをフレームから組み上げるには、2300グレードにはないキャリパーブレーキ、スプロケット、チェーン、ボトムブラケットなどを他のグレード、対応規格品で補う必要がある。
なお、上位グレードでは各パーツの表面にグレード名の記載がされているが、2300ではSHIMANOとの記載のみである。
リア8段変速であり、shimanoは公的には9段または10段変速である上位モデルとは互換性の面で無いとしているが、実際には9段もしくは10段変速用のスプロケット、チェーンとコントローラーがあれば使うことはできる。
完成車では定価5万円から10万円のものに取り付けられて販売されていることが多い。このパーツがついている完成車は廉価版であり、レース用ロードバイクにはまず使われず、街乗り用のコンフォートモデルと位置づけられていることが多い。
品番はその名の通り2300番台である。
現在は、後継モデルである「Shimano 2400 Claris」が発売されたため、パーツ単体での販売、及び搭載された自転車の販売はされていない。